# Simon Mora

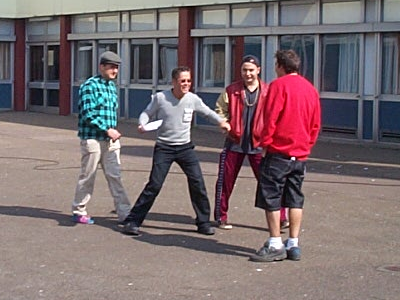
Ayhan Yigitokur, Benjamin Eicher und Simon Mora beim Dreh zu Schluss mit Mudder (2002)

Simon Dominik Mora (* 3. Juli 1977 in Backnang) ist ein deutscher Schauspieler, Synchronsprecher, Synchronregisseur, Dialogbuchautor und Underground-Filmemacher.

## Leben und Karriere
Nachdem Mora in der Mitte der 1990er-Jahre eine Ausbildung zum Mediengestalter für Digital- und Printmedien abgeschlossen hatte, drehte er einige regional sehr erfolgreiche Independent-Filme, die damals noch auf VHS, später auf DVD vertrieben und in Kinos in Baden-Württemberg aufgeführt wurden.
Mora schloss daraufhin eine Schauspielausbildung ab, wirkte in etlichen Hochschulfilmen der Filmakademie Baden-Württemberg mit und war in einigen TV-Produktionen zu sehen. Ferner war er auf einigen Stuttgarter Theaterbühnen und in Kindertheatern zu sehen.
Seit dem Jahr 2008 ist Mora in erster Linie als Dialogregisseur und Dialogbuchautor für diverse Synchronstudios tätig.
Mora ist verheiratet, hat einen Sohn und lebt im Stuttgarter Umland.

## Filmografie (Auswahl)
- 1997: Dei Mudder sei Gesicht
- 2001: Boh Fett – Dei Mudder sei Gesicht 2
- 2002: Schluss mit Mudder
- 2005: Ein nettes Kind (Kurzfilm)
- 2005: Amok
- 2005: Die Action-Cops (Kurzfilm)
- 2005: Ein Fall für B.A.R.Z.: Abgebrannt (Fernsehserie, eine Folge)
- 2006: Wo ist mein Dope
- 2007: Abgezockt ist abgezockt
- 2009: Aktenzeichen XY

## Synchronisation (Auswahl)
- 2009: Rage
- 2010: The Final Season – Daran wirst du dich immer erinnern
- 2010: Terror Trap – Motel des Grauens
- 2010: Airline Disaster – Terroranschlag an Bord
- 2010: Titanic 2
- 2011: Dear Mr. Gacy
- 2011: Main Street
- 2011: Mega Python vs. Gatoroid
- 2011: Balls to the Wall
- 2012: Zombie Apocalypse
- 2013: Jet Boy
- 2013: Return of the Moonwalker
- 2013: Lovelace
- 2013: Schwiegereltern Inklusive
- 2013: Aftershock
- 2014: Achtung, fertig, WK! (Achtung, Fertig, Charlie 2!)
- 2014: Gangster Chronicles (Pawn Shop Chronicles)
- 2014: Franklin & Bash
- 2015: Das Leben und Riley
- 2015: 96 Hours – Taken 3 (Dialogbuch Extended Szenes)
- 2015: 4 1/2 Freunde (Fernsehserie)
- 2016: Der Admiral – Kampf um Europa (Michiel de Ruyter)
- 2016: Miss Marple (Neusynchronisation)
- 2016: Motive (Fernsehserie) (ab Staffel 4)
- seit 2016: Fresh Off the Boat (Fernsehserie)
- seit 2017: Miss Moon (Kinderserie)
- seit 2018: Ghosted (Fernsehserie)
- 2018: Grantchester (Fernsehserie)
- 2018: Die Welt gehört dir (Spielfilm, Frankreich, 2018)
- 2019: The Spy (Fernsehserie)
- 2019: Splitting Up Together (Fernsehserie)
- seit 2019: Mythic Quest: Raven’s Banquet (Fernsehserie)
- seit 2020: Perfect Harmony (Fernsehserie)
- 2020: Vier Freunde und die Geisterhand (Fernsehserie)
- 2020: Hoodie (Fernsehserie)
- 2021: Mr Inbetween (Fernsehserie)
- 2022: Keep Breathing (Fernsehserie)
- seit 2022: Law & Order (Fernsehserie)
- 2023: Die frei erfundenen Abenteuer von Dick Turpin (Fernsehserie)